# Multiverzum
A multiverzum egy speciális és összetett elmélet, amely azt feltételezi, hogy a mi univerzumunk mellett számos más univerzum is létezik, s ezek együtt tartalmazzák mindazt, ami létezik és ami létezhet: a teljes világűrt, időt, tömeget, energiát és teret éppúgy, mint a fizika törvényeit és azokat az állandókat, amelyek leírják őket. Az elméletet Andrej Linde  orosz fizikus fejtette ki az 1980-as évek elején, azonban a tudományos világ elsőre nem fogadta tárt karokkal. Napjainkban viszont már szélesebb elfogadottságot nyert. Ezeket a különféle univerzumokat a multiverzumon belül párhuzamos univerzumoknak is nevezzük.
A multiverzum struktúrája az egyes univerzumok természetétől és felépítésétől függ, valamint attól, hogy ezek hogyan viszonyulnak egymáshoz.
A multiverzum elméletével a kozmológia, fizika, csillagászat, asztrológia, vallás, filozófia, pszichológia, valamint a fikció foglalkozik. A témában számos tudományos-fantasztikus filmet, sorozatot készítettek.

## A multiverzumok elméletei a fizikában
A multiverzum leírására több fizikai modell létezik.

### Végtelen univerzumok
A tudomány szerint a téridő nagy valószínűséggel sík (azaz nem görbült) és végtelen kiterjedésű. Ebből az következik, hogy egy ponton túl ismétlődések vannak benne, ugyanis a részecskék elrendezésének nagy, de véges számú módja van térben és időben. Vagyis ha elég messzire távolodunk a téridőben, ugyanazzal az elrendeződéssel találkozunk, más szavakkal: ugyanazzal a világgal, amiben élünk. Abban a másik világban az „ikertestvér”-ünk lehet pontosan ugyanolyan, mint mi vagyunk, de viselkedhet eltérően, vagy az élete gyökeresen más, mint a miénk. Mivel az ősrobbanás óta eltelt időben a fény nagyjából 13,7 milliárd fényév távolságra jutott el, a téridő ezen a távolságon túl önálló univerzumnak tekinthető.

### Buborék univerzumok
Az „örök infláció” néven is ismert elmélet szerint (az „infláció” kozmológiai kifejezés, azt jelenti, hogy az ősrobbanás után az univerzum mintegy léggömbként felfújódik és tágul – lásd: A táguló világegyetem elmélete). Az elképzelést elsőként Alexander Vilenkin kozmológus ismertette (Tufts Egyetem). Lényege, hogy a felfújódás a tér egyes szegleteiben megállt, míg máshol tovább folytatódott. Ennek következtében a megálló és felfújódó térrészek között „buborék univerzumok” létezhetnek. Ezekben az univerzumokban az alapvető fizikai állandók és a fizika törvényei teljesen eltérőek lehetnek.

### Párhuzamos univerzumok
A húrelméletből ered az az elképzelés, hogy az ismert és érzékelhető négy téridő dimenziónál több is létezhet, ahol más univerzumok a miénkhez hasonlóan négydimenziósak, de más dimenziókban léteznek. A húrelmélet multiverzumokkal foglalkozó részét brán-világ elméletnek hívnak. Az elképzelést elsőként Paul Steinhardt (Princeton Egyetem) és Neil Turok (Perimeter Institute for Theoretical Physics, Ontario, Kanada) tette közzé. Az elmélet egyik következtetése, hogy ezek a párhuzamos univerzumok fizikailag bár közel helyezkedhetnek el egymáshoz képest, de normál esetben nem érintkeznek egymással, azonban egyes elképzelések szerint az ősrobbanás oka két ilyen párhuzamos univerzum összeütközéséből eredeztethető, azaz ilyen esemény többször is megtörténhet.

### Elágazó univerzumok
A kvantumfizika (a fizikának az az ága, ami a szubatomi részecskékkel foglalkozik) a világot valószínűségekkel írja le. (Jól ismert példa erre, hogy egy elektron sebességét vagy helyzetét nem lehet egyszerre meghatározni a határozatlansági elv következményeként, hanem egyszerre vagy az egyiket, vagy a másikat, és a másik érték bizonytalan lesz). Az elmélet lehetővé teszi, hogy minden lehetséges fizikai állapothoz meghatározható legyen egy valószínűség, amivel az adott esemény bekövetkezik, illetve megengedi azt is, hogy ezek mindegyike bekövetkezzen. Ekkor egy különálló univerzum jön létre, amiben az egyik esemény bekövetkezik, míg egy másik univerzumban egy másik esemény, és így tovább. Szemléletes példával egy útkereszteződéshez érve az egyik univerzumban a jobb oldali utat választjuk, míg egy másik univerzumban a bal oldali utat.

### Matematikai univerzumok
Egy elképzelés szerint (amit elsőként Max Tegmark írt le – MIT) a valóságot igazából a matematika nyelvén lehet leírni, és amit az érzékszerveinkkel érzékelünk, az ennek csak halvány, tökéletlen mása. Azonban matematikai struktúra sokféle létezhet, és mindegyik leírja a saját, független univerzumát.

## A multiverzum megjelenése a sci-fi és egyéb műfaj világában
A tudományos-fantasztikus elméletek rajongóit a kezdetektől fogva felcsigázta a gondolat, hogy rajtunk kívül más értelmes élet is létezhet az univerzumban. A féreglyukakon át történő utazás, a párhuzamos univerzumok, illetve idősíkok gondolata sokszor megjelenik például a Csillagkapu, illetve a Star Trek különböző epizódjaiban, valamint a Sliders című sorozatban, amiben a főszereplők találkoznak más világokkal, vagy akár saját magukkal, ahol éppen teljesen máshogy alakult a történelem és a szereplők élete, mint ahogy a saját univerzumukban. A rejtély című sorozatban például pont a párhuzamos univerzum elméletét mutatják be, hogyan is működhet. A Rick és Morty című animációs sorozatnak is ez a központi eleme. Hasonló sorozat még a Képmás és a Sötét anyag is. Több képregényalak szintén párhuzamos univerzumokból érkezett (pl. a Túlontúli, aki több képregényben (Pókember, Superman, X-Men) is szerepel; illetve Uatu, a Szemlélő. A Transformers "G1" sorozatban Unikron képes párhuzamos világok közti utazásra, noha alapvetően a mi Univerzumunkat megelőző világ szülötte; ebben hasonló Galactusszal is a Marvel Comicsban). Emellett megjelent számos képregény-adaptációban, ilyen például a Flash – A Villám vagy a Doctor Strange az őrület multiverzumában. Ismert témába vágó film még a Minden, mindenhol, mindenkor.
Ha elrugaszkodunk azoktól a történetektől, amelyek cselekményében a multiverzum a meghatározó elem megállapíthatjuk, hogy tulajdonképpen mindegyik fikciós mű egy-egy alternatív idősíknak is megfeleltethető: egy mese vagy kalandregény például, ami szerző(k)höz köthető egyúttal egy alternatív univerzumnak is tekinthető, ahol a számunkra fikciós események és szereplők a valóságosak. Ugyanez igaz a valóságunkba ültetett történetekkel, ahol mondjuk egy valós országban vagy településen fiktív szereplőkkel fiktív események történnek, de itt ugyanúgy természetesnek hatnak a kitalált körülmények, ez lehet akció, kalandfilm, romantikus történet, vígjáték, animáció, szinte bármilyen műfaj. Például Az ördög Pradát visel című film a valós New Yorkban játszódik, ahol egy fiktív karakter egy fiktív magazin alkalmazottja lesz, de ilyenek James Bond kalandjai is.

## Az elmélet kritikái
A multiverzum elmélet több kritikát kapott a tudományos és filozófiai közösségen belül, amelyek különböző szempontokból kérdőjelezik meg az elmélet helytállóságát és relevanciáját. Íme néhány komoly kritika, amelyeket a multiverzum-elmélettel kapcsolatban fogalmaztak meg:
1. Mérések hiánya: Az egyik legerősebb kritika szerint a multiverzum-elmélet nehezen tesztelhető, mivel a hipotetikus párhuzamos univerzumokat nem lehet közvetlenül megfigyelni vagy detektálni a jelenlegi tudományos eszközökkel. Ez a kritika azt a kérdést veti fel, hogy egyáltalán tekinthető-e a multiverzum elmélet tudományos elméletnek, ha nem támasztható alá megfelelő adatokkal. Mivel a tudományban a megfigyelhetőség alapkövetelmény, a multiverzum létezése kérdéses marad mindaddig, amíg nem találhatók olyan módszerek, amelyek képesek lennének bizonyítani vagy cáfolni.
2. Túlzott bonyolultság: Egyes kritikusok szerint a multiverzum elmélet rendkívül bonyolult és túlzottan komplikált megközelítés lehet az univerzum tulajdonságainak magyarázatára. Az elmélet azt feltételezi, hogy számtalan univerzum létezik, amelyek különböző fizikai törvényekkel működnek. Az ilyen modellek összetettsége azonban sok tudós szerint elterelheti a figyelmet a megfigyelhető világ vizsgálatáról, és olyan kérdések felé vezeti a tudományt, amelyek csak elméletben léteznek.
3. A középszerűség elve: A multiverzum elmélet támogatói gyakran hivatkoznak a középszerűség elvére, amely szerint a Föld és az emberiség nem különleges, hanem csupán egy a sok lehetséges világ közül. A kritikusok azonban azzal érvelnek, hogy a középszerűség elvének alkalmazása a multiverzum elméletére inkább filozófiai, mintsem tudományos alapon áll, és nem ad magyarázatot arra, hogy miért nem találunk bizonyítékokat más univerzumok létezésére.
4. A Fermi-paradoxon alkalmazása: A Fermi-paradoxon, amely a földön kívüli élet létezésére vonatkozó ellentmondásokra épít, szintén felhasználható a multiverzum elmélet ellen. Ha végtelen számú univerzum létezik, akkor valamelyikben elméletileg léteznie kellene fejlett civilizációknak, amelyek valamilyen módon kapcsolatba léptek volna velünk. Az ilyen kapcsolat nyomainak hiánya a multiverzum elmélet hitelességét kérdőjelezi meg, arra utalva, hogy az univerzumok közötti átjárhatóság lehetetlen.
5. Alternatív modellek: Számos tudós úgy véli, hogy a multiverzum elmélet helyett lehetségesek más, kevésbé spekulatív elméletek, amelyek megmagyarázzák a világegyetem jelenlegi állapotát. Ilyen alternatíva lehet például az inflációs kozmológia, amely a világegyetem egyetlen, exponenciálisan növekvő univerzumból való származásával magyarázza a világegyetem létét. Az alternatív modellek támogatói szerint a multiverzum elmélet csak akkor válna szükségessé, ha a jelenlegi modellek teljesen elégtelenek lennének, de a tudomány mai állása ezt nem igazolja egyértelműen.

A fenti kritikai pontok részletesebb megértése érdekében érdemes figyelembe venni, hogy a multiverzum elmélet jelenleg inkább filozófiai kérdés, mintsem tudományosan alátámasztott tény. Az elmélet mellett és ellene szóló érvek alapvetően a tudomány határterületein, a megfigyelhető világegyetemen túl mutatnak, ahol a filozófiai és elméleti megközelítések nagyobb szerepet kapnak.